# Verklärungskathedrale (Selenogradsk)

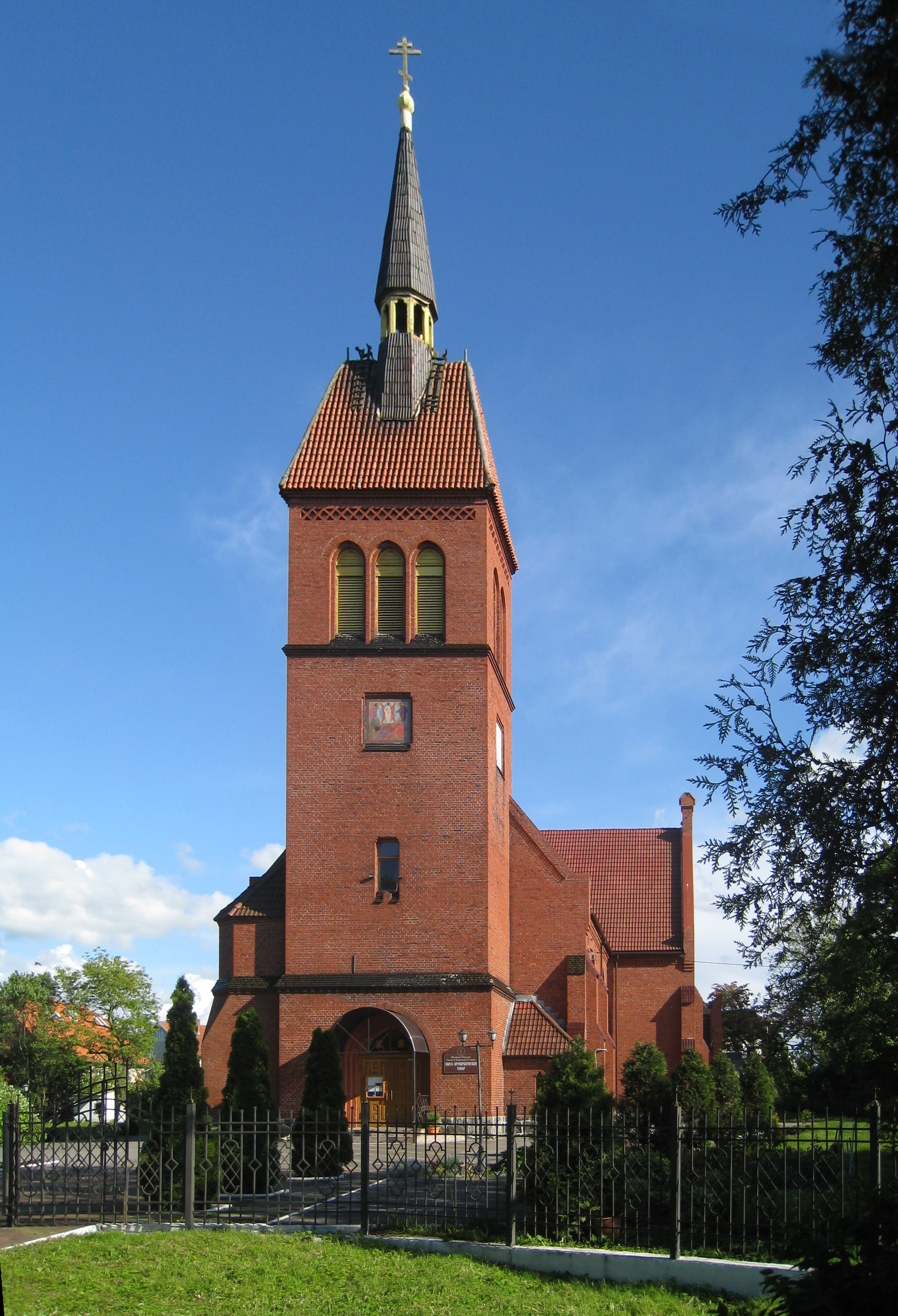
Verklärungskathedrale

Die Erlöser-Verklärungs-Kathedrale (russisch Спасо-Преображенский собор) ist eine russisch-orthodoxe Kirche in Selenogradsk in der russischen Oblast Kaliningrad. Sie wurde 1896/97 als evangelische Adalbertkirche im Ostseebad Cranz in Ostpreußen erbaut.

## Geschichte

### 1855 bis 1945
Cranz gehörte kirchlich ursprünglich zu Rudau. 1855 wurde eine erste Fachwerkkirche gebaut. Seit 1863 gab es Hilfsprediger, die in Cranz wohnten. 1877 wurde ein eigenes Kirchspiel in Cranz gebildet. 1896 begann der Bau einer größeren Kirche, die 1897 eingeweiht wurde. Die Entwürfe stammten vom Baumeister Laurier. Die alte Fachwerkkirche wurde nach Zimmerbude gegeben.
1917 mussten die drei Glocken für den Ersten Weltkrieg abgegeben werden. Sie wurden später mit Unterstützung von Adolf von Batocki ersetzt.

### Nach 1945
Das Gebäude blieb 1945 unbeschädigt und wurde in den folgenden Jahren für verschiedene Zwecke genutzt. Seit 1957 war es Lagerhalle für ein Fischereibetrieb, seit 1990 Turnhalle.
1995 wurde es an die Russisch-Orthodoxe Kirche übergeben und als Verkündigungskirche geweiht. 2007 wurde diese durch Metropolit Kyrill zur Kathedrale erhoben. Sie gehört zur Diözese Kaliningrad und Baltijsk. 2007 wurde das Gebäude als Objekt von regionaler kultureller Bedeutung durch die örtlichen Behörden eingestuft.
Es gibt eine weitere russisch-orthodoxe Kirche des heiligen Apostels Andreas des Erstberufenen im Ort. Nach 1990 entstand auch wieder eine evangelische Kirchengemeinde in Selenogradsk, die Filial der Auferstehungsgemeinde in Kaliningrad ist.

## Architektur und Innenausstattung

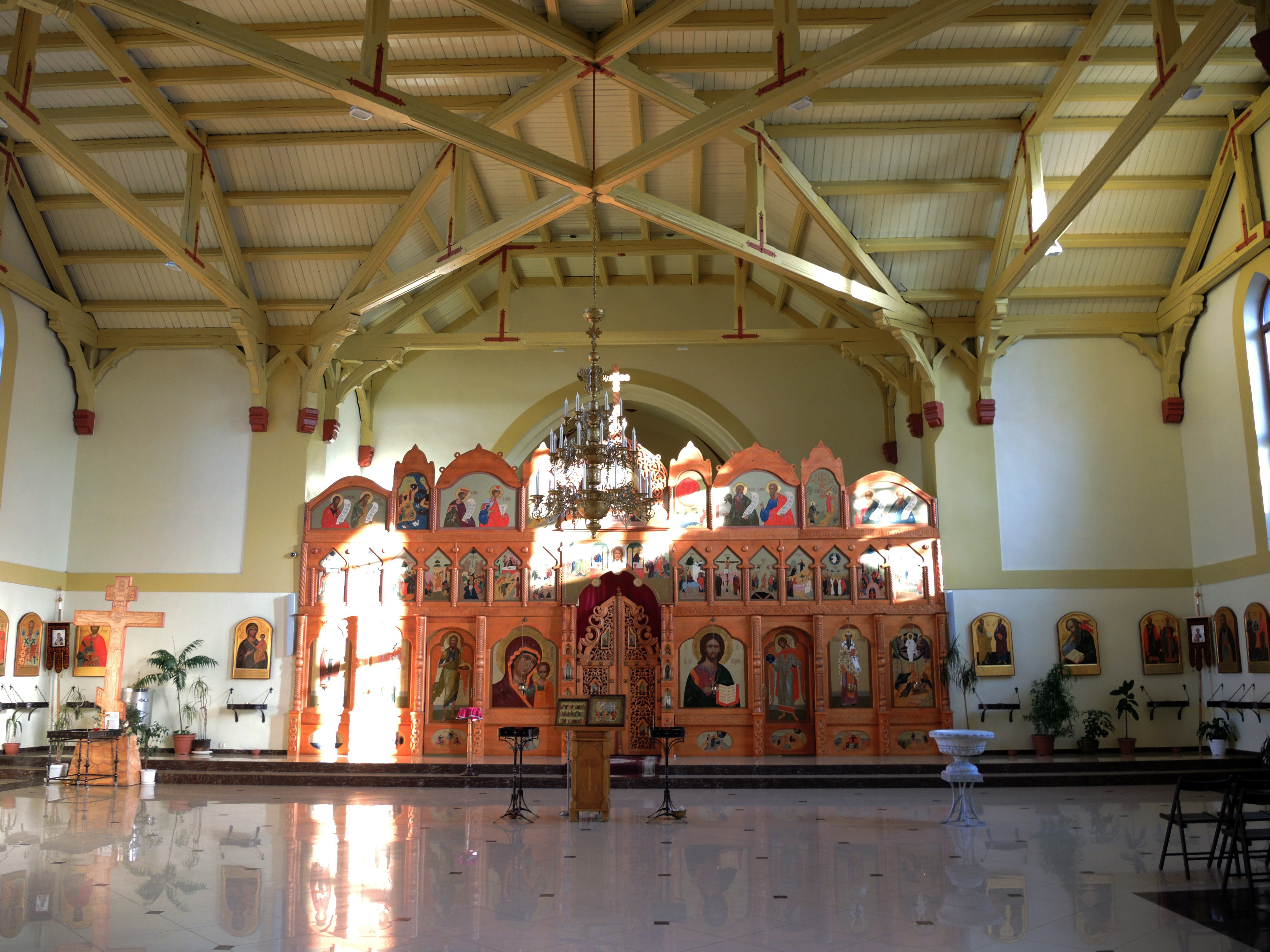
Innenraum

Das Gebäude ist ein neugotischer Bau aus roten Rohziegeln mit einem geraden Chorabschluss. Der Turm im Westen hat eine Höhe von 42 Metern. Im Norden ist eine Eingangshalle angebaut.
Die Kirche hatte eine halbrunde Holzdecke. Die historische Innenausstattung umfasste ein Altarbild, eine Kanzel und eine Orgel von Max Terletzki, die alle nicht erhalten sind.
Heute steht eine Ikonostase in der Kirche sowie weitere Gegenstände.

## Pfarrer bis 1945
Hilfsprediger
- Gustav L. Rehbein, 1863–1866
- Hilfg. Heinrich Th. Fischer, 1866–1873
- Heinrich David Herm. Jamrowski, 1873–1877

Pfarrer
- Adalbert Gottl. Im. Ebel, 1877–1885
- Heinrich Otto Walter Voßius, 1886–1888
- Friedrich Wilhelm  Theodor Hahn, 1889–1909
- Arthur Kallinowsky, 1909–1910
  - Leopold Emil Schroeder, 1910–1914
- Johann Friedrich E. Grützbach, 1915–1928
- Waldemar Leege, 1928–1945

## Kirchspielorte bis 1945
1877 wurde ein Kirchspiel in Cranz gebildet. Es gehörte zum Kirchenkreis Königsberg-Land II in der Kirchenprovinz Ostpreußen der Kirche der Altpreußischen Union. 1885 wurde Sarkau mit eingegliedert. Es sind keine Kirchenbücher erhalten.
Zum Kirchspiel Cranz-Sarkau gehörten
| Name      | Russischer Name |  | Name        | Russischer Name |
| --------- | --------------- |  | ----------- | --------------- |
| Bledau    | Sosnowka        |  | Rodahn      |                 |
| Cranz     | Selenogradsk    |  | Rosehnen    | Priboi          |
| Cranzbeek |                 |  | Sarkau      | Lesnoi          |
| Darienen  | Werbnoje        |  | Schwendlund |                 |
| Garbeck   |                 |  | Wargenau    | Malinowka       |
| Grenz     |                 |  | Wosegau     | Wischnjowoje    |